# Bonica 82
‘Meidomonac’ est un cultivar de rosier floribunda, obtenu par la maison Meilland en 1982 et distribué sous la marque Bonica.

## Origine
Ce rosier triploïde est issu de croisements entre (Rosa sempervirens x ‘Mademoiselle Marthe Carron’) x ‘Picasso’.

## Description
Ses fleurs d'un rose délicat sont de taille moyenne, en coupe pleine, et se présentent en bouquets de cinq à dix fleurs.
Ce rosier peut mesurer 60 cm de hauteur et il est apprécié des jardiniers, car il est peu épineux, robuste, et supporte l'ombre. De plus ‘Bonica 82’ est agréablement parfumé. Il supporte le froid et résiste aux maladies.

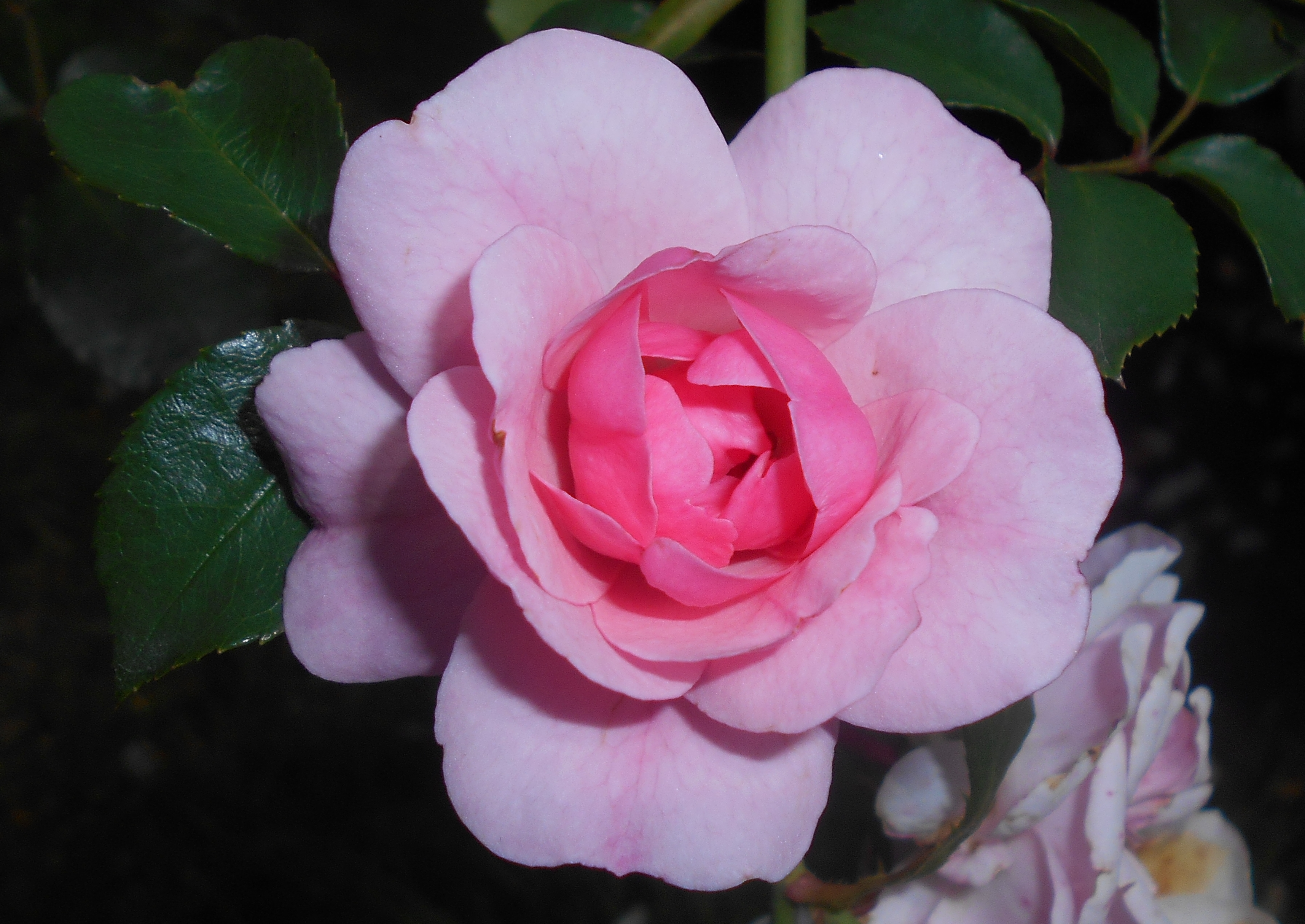
Rose ‘Bonica 82’ au jardin botanique de Lublin.

## Distinctions
- 1982: Rosier ADR
- 1987: All-America Rose Selections
- 2003: prix de la fédération mondiale des sociétés de roses, rose favorite du monde